# یلنا بونر
یلنا گِئورگِونا بونر (روسی: Елена Георгиевна Боннэр؛ زاده ۱۵ فوریه ۱۹۲۳ – درگذشته ۱۸ ژوئن ۲۰۱۱) فعال حقوق بشر ارمنی‌تبار اهل اتحاد شوروی و همسر آندره ساخاروف جایزه صلح نوبل و دگراندیش سرشناس بود. او مدیر بنیاد ساخاروف بود و در سال‌های پایانی زندگی‌اش در آمریکا زندگی می‌کرد. او پس از فروپاشی اتحاد جماهیر شوروی نیز از منتقدان نظام جدید روسیه، بویژه ولادیمیر پوتین نخست وزیر روسیه بود.

## زندگی
یلنا بونر با نام کوچک اصلی لوسیک  در خانواده‌ای از فعالان حزب کمونیست در مرو ترکمنستان شوروی زاده شد. پدر واقعی وی لوون سارگسی کوچاریان (به ارمنی: Լևոն Սարգսի Քոչարյանը) نام داشت. پدرخوانده وی گئورگی آلیخانوفا در دوران سرکوب استالین در سال ۱۹۳۷ توسط کمیساریای خلق در امور داخلی بازداشت و در پاکسازی بزرگ اعدام شد و مادرش روت بونر که یهودی بود به مدت هشت در سال گولاگدر نزدیکی قراغندی قزاقستان زندانی بود.
او در طول جنگ جهانی دوم زمانی که ۱۸ ساله بود، به عنوان پرستار ارتش شوروی خدمت کرد و دو بار زخمی شد. سپس در سال ۱۹۴۶ به عنوان یک کهنه‌سرباز معلول خدمتش را به طور افتخاری به پایان رساند. پس از جنگ از دانشگاه پزشکی لنینگراد دانش‌آموخته شد. بونر در سال ۱۹۵۵ به حزب کمونیست اتحاد شوروی پیوست. او در سال ۱۹۷۲ پس از جدایی از حزب کمونیست، فعالیت در دفاع از حقوق بشر را آغاز کرد. در همان سال با آندره ساخاروف فیزیکدان هسته‌ای و فعال حقوق بشر ازدواج کرد.
بونر پیشتر با ایوان سمیونوف ازدواج کرده بود و از او دارای دو فرزند بود.
هنگامی که ساخاروف در سال ۱۹۷۵ برنده جایزه صلح نوبل شد، به دلیل ممنوعیت خروج از کشور، بونر که در ایتالیا به سر می‌برد، به نمایندگی از سوی همسرش در مراسم دریافت جایزه صلح نوبل در اسلو شرکت و جایزه را دریافت کرد. بونر در همان سال صندوقی را برای حمایت از فرزندان زندانیان سیاسی در اتحاد شوروی تشکیل داد.
بونر سال ۱۹۷۶ به‌عنوان یکی از اعضای مؤسس گروه «مسکو–هلسینکی» بیانیه آن را امضا کرد. هنگامی که ساخاروف در سال ۱۹۸۰ به گورکی شهری که به روی خارجیان بسته بود، تبعید شد، بونر ضمن نکوهش علنی این اقدام، با رفت‌وآمد به آن شهر و خارج کردن نوشته‌های ساخاروف، ارتباط او را با دنیای خارج حفظ کرد. در سال ۱۹۸۴ به اتهام تهدید نظام شوروی محکوم به پنج سال تبعید به گورکی شد. اما در دسامبر ۱۹۸۶ هر دوی آنها اجازه خروج و سفر به ایالات متحده را گرفتند. ساخاروف در سال ۱۹۸۹ درگذشت اما بونر به فعالیت‌های خود ادامه داد و بارها از نظام سیاسی روسیه انتقاد کرد. بونر در سال ۱۹۹۴ به عضویت کمیسیون حقوق بشر ریاست جمهوری روسیه درآمد اما بعدها در اعتراض به جنگ چچن از این کمیسیون استعفا داد.

## مرگ
یلنا بونر روز هجدهم ژوئن ۲۰۱۱ در سن ۸۸ سالگی در منزل خود در بوستون ماساچوست بر اثر نارسایی قلبی درگذشت. پس از پایان مراسم ترحیم در ایالات متحده آمریکا، پیکر بونر بنا به وصیت او سوزانده شد و خاکسترش در در گورستان «وستریا کوفسکوی» مسکو در کنار مزار همسر، مادر و برادرش پراکنده شود.